# Benedetto Luti

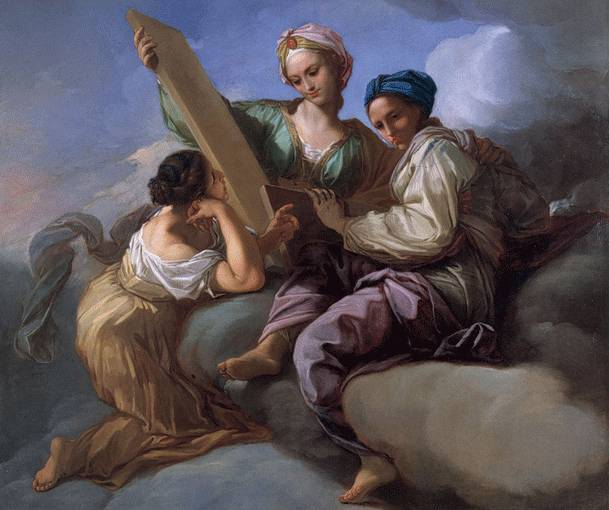
Alegoria Mądrości

Benedetto Luti (ur. 1666 – zm. 1724) – włoski malarz.
Urodził się we Florencji. Przeniósł się do Rzymu w 1691 roku, gdzie opieką otoczył go Cosimo III de' Medici, miłośnik portretów pastelowych.
Artysta wykorzystywał też technikę olejną, malował freski (bazylika św. Jana na Lateranie).
Uczył także malowania w swojej szkole, a do jego uczniów należeli m.in. Giovanni Domenico Piastrini, Giovanni Paolo Pannini, Placido Costanzi, Jean Baptiste van Loo oraz Charles André van Loo.